# Willie Mabon

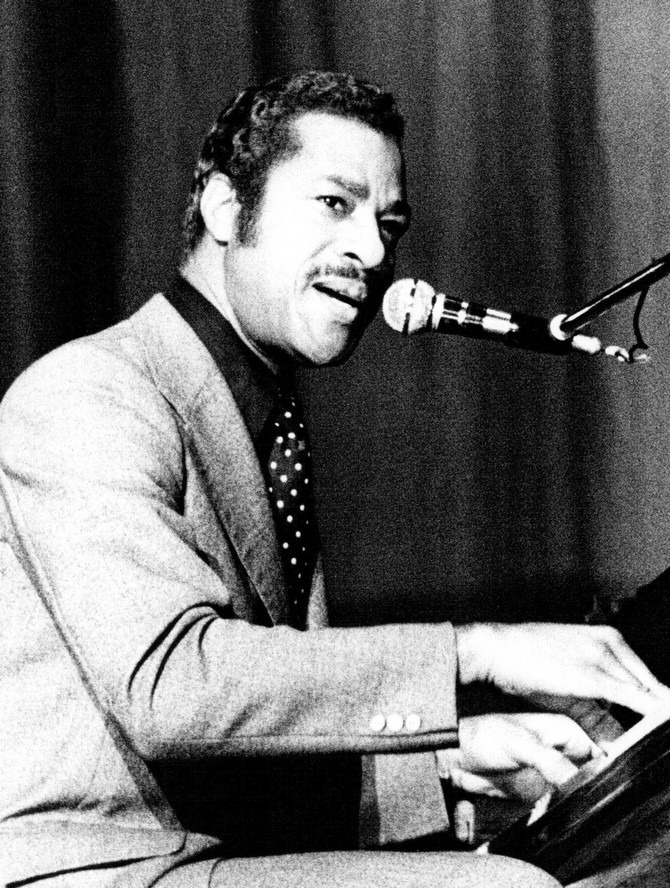
Willie Mabon, 1975

Willie Mabon (* 24. Oktober 1925 in Hollywood, Tennessee; † 19. April 1985 in Paris, Frankreich) war ein US-amerikanischer R&B-Sänger, Songwriter und Pianist.
Aufgewachsen in Memphis, Tennessee, kam Mabon 1942 als bereits versierter Blueser nach Chicago. Er gründete die Band "The Blues Rockers" und machte ab 1949 Aufnahmen für verschiedene Plattenlabel. Nach seinem Riesenhit I Don't Know folgten 1953 I'm Mad und 1954 Poison Ivy. Danach ließ der Erfolg nach.
1972 zog Mabon nach Paris. Er tourte recht erfolgreich in Europa und machte weiterhin Aufnahmen bis zu seinem Tod 1985. Sein Album Shake That Thing wurde mit dem Prix Big Bill Broonzy ausgezeichnet.
Der größte Erfolg für Mabon war das Stück I Don't Know, das 1952 für acht Wochen die Spitzenposition der R&B-Charts belegte und später von Tennessee Ernie Ford neu eingespielt wurde.